# 421
Період падіння Західної Римської імперії. У Східній Римській імперії триває правління Феодосія II. У Західній формально править Гонорій, але значна частина території окупована варварами, зокрема в Іберії утворилося Вестготське королівство. У Китаї правління династії Лю Сун. В Індії правління імперії Гуптів. У Японії триває період Ямато. У Персії править династія Сассанідів.
На території лісостепової України Черняхівська культура. У Північному Причорномор'ї готи й сармати. Історики VI століття згадують плем'я антів, що мешкало на території сучасної України приблизно з IV сторіччя. З'явилися гуни, підкорили остготів та аланів й приєднали їх до себе.

## Події
- Констанція III проголошено августом і співправителем імператора Гонорія. Фактично влада в Західній Римській імперії зосереджена в його руках.
- Імператор Східної Римської імперії Феодосій II одружується з Елією Євдокією.
- Констанцій III несподівано помирає від хвороби. Його дружина Галла Плацидія з дітьми вирушає до Константинополя.
- Вождь гунів Ругіла здійснив рейд у Дакію й Фракію.
- Феодосій II дозволив остготам із Паннонії поселитися у Фракії для захисту дунайських кордонів.
- Франки й далі підпорядковують собі нові території, розграбовують Трір.
- Феодосій II розпочав війну з персами в Месопотамії.

## Померли
- Констанцій III